# Mora (ort i Kamerun)
Mora är en ort i Kamerun.   Den ligger i regionen Nordligaste regionen, i den norra delen av landet, 800 km norr om huvudstaden Yaoundé. Mora ligger 460 meter över havet och antalet invånare är 55 216.
Terrängen runt Mora är platt åt nordost, men åt sydväst är den kuperad. Trakten runt Mora är ganska tätbefolkad, med 160 invånare per kvadratkilometer. Det finns inga andra samhällen i närheten. Trakten runt Mora är en mosaik av jordbruksmark och naturlig växtlighet.